# Lana Gogoberidze
Lana Gogoberidze (en géorgien : ლანა ღოღობერიძე et phonétiquement en français :Lana Gogobéridzé), née le 13 octobre 1928 à Tbilissi (Géorgie, à l’époque en URSS), est une cinéaste soviétique et géorgienne, et une femme politique géorgienne.

## Biographie
Lana Gogoberidze naît de parents militants au Parti communiste ; son père – qui y exerçait des responsabilités – et sa mère Nutsa Gogoberidze – première réalisatrice géorgienne – sont arrêtés en 1937 lors des purges staliniennes et déportés ; son père n’y survit pas.
Après l’université d'État de Tbilissi dont elle sort en 1953, elle intègre l’Institut de cinéma de l'Union soviétique, à Moscou, et obtient son diplôme en 1958 ; en parallèle, elle présente une thèse de philologie sur l’écrivain américain Walt Whitman. Elle épouse ensuite un architecte géorgien renommé, Vladimir Alexi-Meskhishvili (1915-1978), avec qui elle aura deux filles, dont la réalisatrice Nutsa Alexi-Meskhishvili dite Salomé Alexi.
Ses deux premiers longs métrages Erti tsis kvesh (Sous le même ciel) – réalisé en 1961 – et Ramdenime interviev piradsakitkhebze (« Quelques entretiens sur des questions personnelles »), soulèvent les questions liées à la condition féminine.
En 1975, elle est nommée directrice du studio cinématographique de l'Institut de théâtre Chota-Roustavéli (qui deviendra l'université d'État de théâtre et de cinéma Chota-Roustavéli).
En 1984, son film Le Jour plus long que la nuit est sélectionné au Festival de Cannes. La même année elle est nommée membre du jury du Festival du cinéma de Berlin.
En 1988, elle prend la direction du Studio Kartuli Pilmi.
En 1993, après la restauration de l’indépendance de la Géorgie, elle est élue au Parlement géorgien et conserve son mandat jusqu’en 1999.
Le président Edouard Chevardnadze la nomme ensuite représentante de son pays auprès du Conseil de l’Europe à Strasbourg, fonction qu'elle conserve jusqu'en 2005, avec un intermède de quelques mois .
En effet, immédiatement après la révolution des Roses, en novembre 2003, le président Mikheil Saakachvili lui demande d'assurer les fonctions d'ambassadeur de Géorgie en France, à Paris, et à ce titre elle accueille le nouveau chef d'État géorgien lors de sa première visite officielle dans ce pays.
De 2006 à 2008, elle dirige la délégation géorgienne à l’Unesco, à Paris.
Tout au long de sa carrière, elle a traduit en géorgien différents auteurs, Walt Whitman, Paul Verlaine, Anna Akhmatova, Boris Pasternak en particulier.

## Filmographie
- 1958 : Gelatine (Гелати)[8]
- 1959 : Tbilissi 1500 ans (documentaire) (Тбилиси 1500 лет)[9]
- 1961 : Erti tsis kvesh (Sous le même ciel)
- 1965 : Je vois le soleil (მე ვხედავ მზეს)
- 1968 : Peristsvaleba (Transfiguration)
- 1972 : Quand l'amandier fleurissait (ru)
- 1975 : Commotion (Aurzari salkhinetsi)
- 1978 : Ramdenime interviev piradsakitkhebze (Quelques entretiens sur des questions personnelles)
- 1984 : Le Jour plus long que la nuit (Dges game utenebia)
- 1986 : Oromtriali (L’Agitation)
- 1992 : Valsi petchoraze (Une Valse au bord de la Petchora)
- 2019 : The Golden Thread (Okros dzapi)
- 2023 : Mother and Daughter, or the Night is Never Complete

## Prix
- 1974 : prix de la meilleure réalisation au Festival de cinéma d'Almaty (Lorsque fleurissent les amandiers)
- 1979 : grand prix au Festival de cinéma de San Remo, prix du meilleur film et prix de l’État de l’Union soviétique (Quelques entretiens sur des questions personnelles)
- 1986 : prix de la meilleure réalisation au Festival international de cinéma de Tokyo (L'Agitation)
- 1993 : prix Navichella et prix de la critique italienne au Festival de Venise, prix au Festival de Berlin, prix de la production au Festival international de cinéma de Genève et prix spécial du jury au Festival international de cinéma de Marseille (Une valse au bord de la Petchora)